# Reclus (Cordillera de los Andes)
El Reclus es un subgrupo o macizo montañoso, de los Andes, completamente en territorio de Argentina. Se encuentra en la provincia de La Rioja, departamento de Vinchina, en la Puna de Atacama. La máxima altitud es el pico Reclus, de 6300 metros, que da nombre al macizo y que lleva el nombre del geógrafo francés Jacques Élisée Reclus.

## Primer ascenso
El Reclus fue escalado por primera vez por Johan Reinhard (EE. UU.) y Louis Glausser (Suiza) el dos de marzo de 1986. También hay evidencias de ascensos precolombinos ya que hay construcciones en la cumbre.

## Elevación
Según la elevación proporcionada por los modelos de elevación digitales disponibles, SRTM (6274 m), ASTER (6251 m), SRTM completado por el ASTER (6274 m), ALOS (6251 m), TanDEM-X (6318 m), y también un levantamiento manual mediante GPS realizado por Máximo Kausch en octubre de 2012 (6285 m),  Reclus está a unos 6300 m s. n. m..  
La altura de la prominencia más cercana es de 5502 m por lo que su prominencia es de 798 m. El Reclus figura como subgrupo o macizo montañoso, según el sistema de dominancia y su dominio es del 12,67%. Su pico padre es el Bonete Chico y el aislamiento topográfico es de 20,7 km. Esta información se obtuvo durante una investigación de Suzanne Imber en 2014.